# Praia a Mare
Praia a Mare [ˈpraːja a ˈmaːre] – miejscowość i gmina we Włoszech, w regionie Kalabria, w prowincji Cosenza.
Według danych na rok 2004 gminę zamieszkuje 6277 osób, 285,3 os./km².